# NGC 2938
NGC 2938 ist eine Balken-Spiralgalaxie vom Hubble-Typ SBc im Sternbild Drache. Sie ist schätzungsweise 108 Millionen Lichtjahre von der Milchstraße entfernt.
Das Objekt wurde am 2. April 1801 von Wilhelm Herschel entdeckt.